# Centro de Conferencias y Exhibiciones de Hong Kong

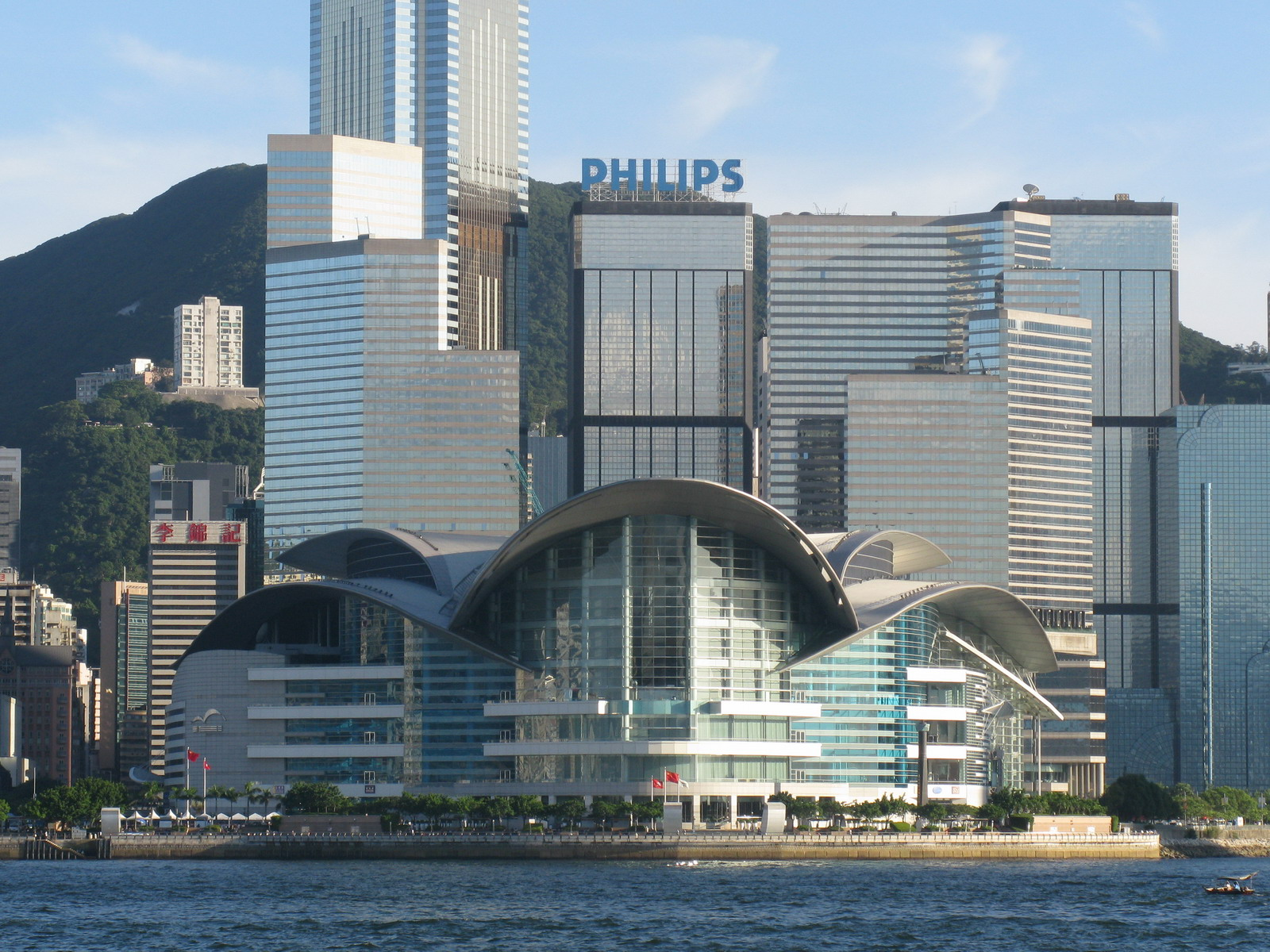
Vista del HKCEC

El Centro de Conferencias y Exhibiciones de Hong Kong (en inglés, Hong Kong Convention and Exhibition Centre, abreviado HKCEC) es uno de los dos principales centros de exposiciones en Hong Kong, junto con AsiaWorld-Expo. Se encuentra en Wan Chai Norte, en la isla de Hong Kong. Construido a lo largo del Puerto de Victoria, está conectado mediante pasarelas cubiertas con hoteles cercanos y edificios comerciales. El lugar fue diseñado por Skidmore, Owings & Merrill LLP, en asociación con Wong & Ouyang (HK) Ltd. Larry Oltmanns lideró el diseño, que es un exsocio de diseño con Skidmore, Owings & Merrill LLP.
Este centro, que es una subsidiaria propiedad total de NWS Holdings Ltd, no debe confundirse con el de Hong Kong Exhibition Centre, que es otro lugar de exposiciones en Wan Chai del Norte.

## Construcción
El edificio original fue construido en una Isla artificial, sobre terrenos reclamados al mar, fuera de Gloucester Road en 1988. La cortina de vidrio fue la más grande del mundo en ese momento, con vistas al Puerto de Victoria en tres lados.
La segunda fase de la construcción se realizó de 1994 a 1997. El proyecto tardó solo 48 meses a partir de la reclamación a la finalización, que es extremadamente rápido para un proyecto de construcción de este tamaño.
La construcción del complejo fue financiada por New World Development, Renaissance Harbour View Hotel, Grand Hyatt Hong Kong y Harbour View Apartments.
Con la creciente demanda de espacio de exposición de nuevos clientes actuales y potenciales, la segunda expansión de HKCEC comenzó en julio del 2006. Al finalizar en 2009, el proyecto de expansión de 1,4 mil millones de dólares añadió 19 400 m² al HKCEC, con lo que el espacio de la exposición total es de cerca de 83 000 m² y la superficie alquilable total a más de 92 000 m².

## Eventos
El centro acoge a más de 45 ferias internacionales para compradores de más de 100 países cada año, incluida feria del cuero más grande del mundo. Las ferias internacionales regulares de artículos de regalo, juguetes, moda, joyas, relojes, productos electrónicos y ópticos son las más grandes de Asia.
El HKCEC también incluye disposiciones para videoconferencias, teleconferencias, conexiones vía satélite, interpretación simultánea de hasta ocho idiomas y equipo audiovisual.
También sirvió como sede de la ceremonia de entrega de la soberanía de Hong Kong a China, lo que significó el fin del dominio colonial británico. (Véase también:Historia de Hong Kong)

## Papel en la economía de Hong Kong
Con su ubicación estratégica cerca del corazón financiero de la ciudad y sus completas instalaciones, el HKCEC se ha convertido en uno de los activos competitivos de Hong Kong. Levanta el perfil de la ciudad, proporcionando un lugar de clase mundial para la organización de grandes ferias internacionales y conferencias.
En los últimos años, el HKCEC ha atraído a un número creciente de empresas locales, de la parte continental y del extranjero para comercializar sus productos, servicios e ideas con el mundo. Los compradores y vendedores se encuentran aquí y un gran número de transacciones comerciales se realizan durante estas ferias. Se considera que la organización de eventos en el HKCEC es conveniente y una rentable fuente para vender en la región.
[editar] Transportes
El Star Ferry, un servicio de ferry de Hong Kong, opera 2 rutas a HKCEC a través del puerto de Victoria:
- HKCEC, Wan Chai - Centro Cultural, Tsim Sha Tsui,
- HKCEC, Wan Chai - Whampoa Garden, Hung Hom

La tarifa es de HK$ 2.2 para adultos y HK$1,3 para niños.
Además, el Centro está atendido por varias líneas de autobús; 960, 961, 40, 40M , 8 & 2A.

## Datos
- 6 salas de exposición: 53.292 m²
- 2 salas de convenciones: 5.699 m², un total de 6100 asientos
- 2 teatros: 800 m²; un total de 1000 asientos
- 52 salas de reuniones: 6004 m²
- áreas Pre-funcionales: 8000 m²
- 7 restaurantes: un total de 1870 asientos
- Centro de negocios: 150 m²
- Espacios de estacionamiento: 1300 automóviles y 50 camionetas
- Total de espacio alquilable disponible: 92 061 m²
- Capacidad: 140.000 visitantes por día

## Galería

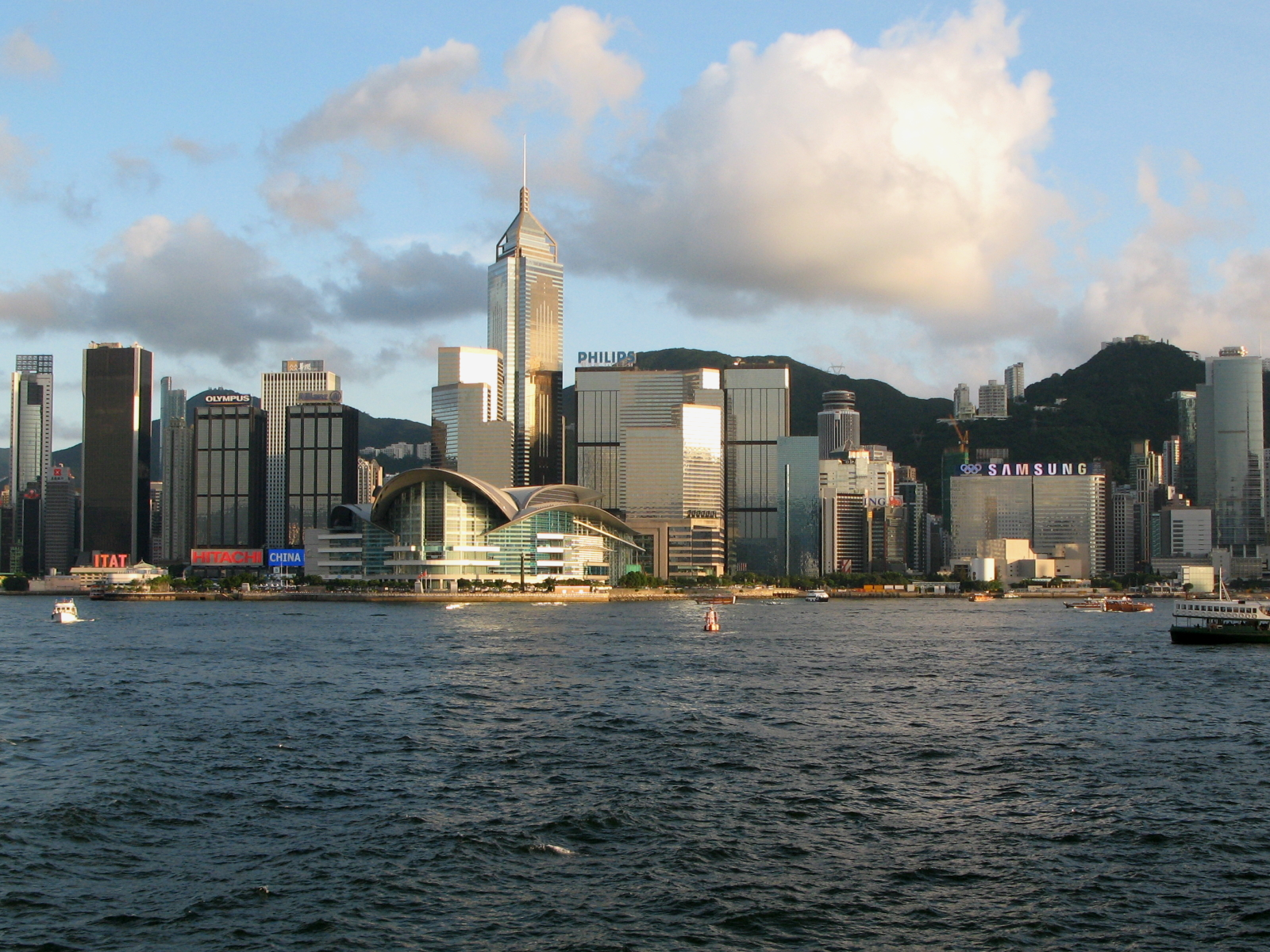
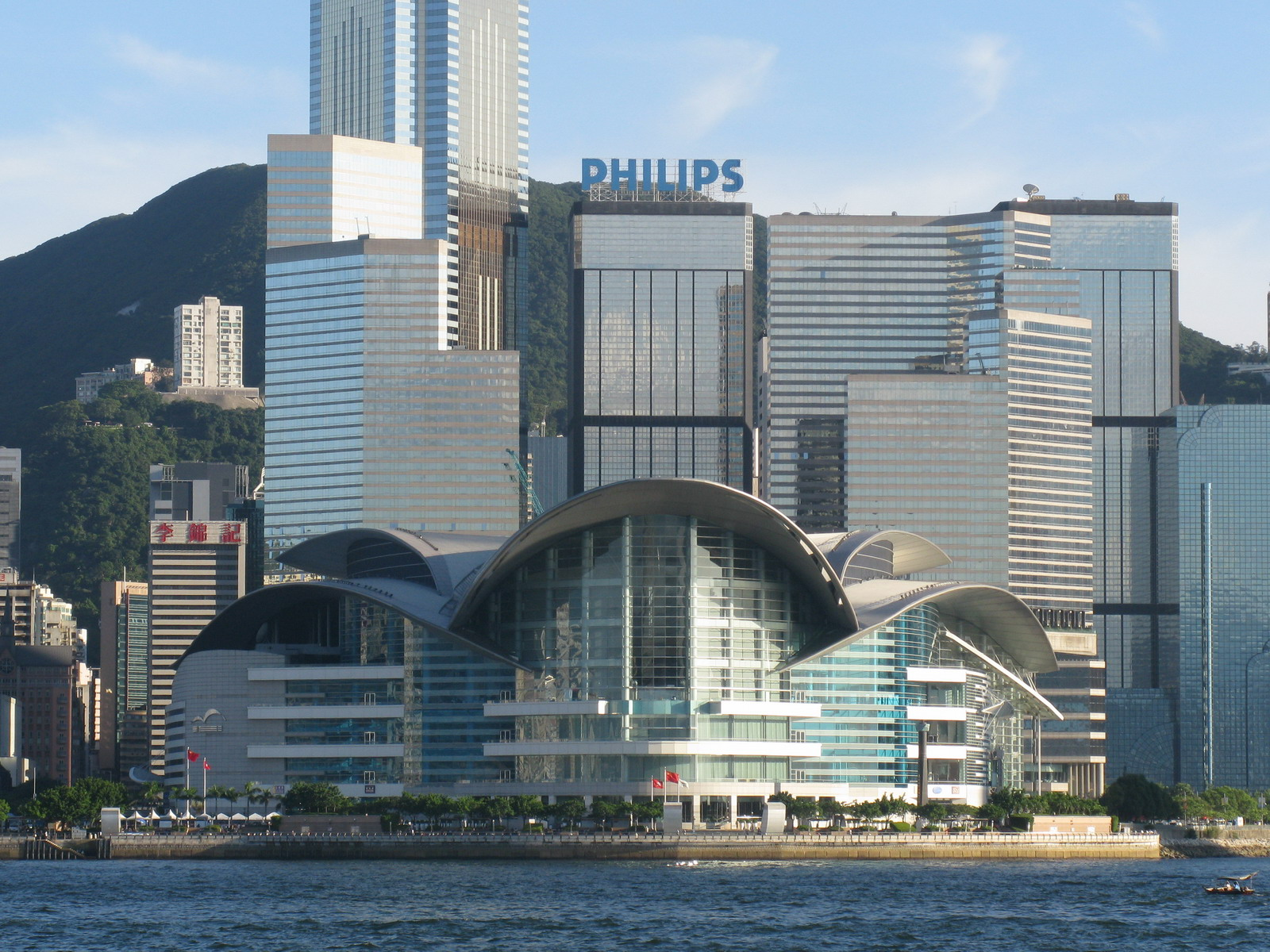
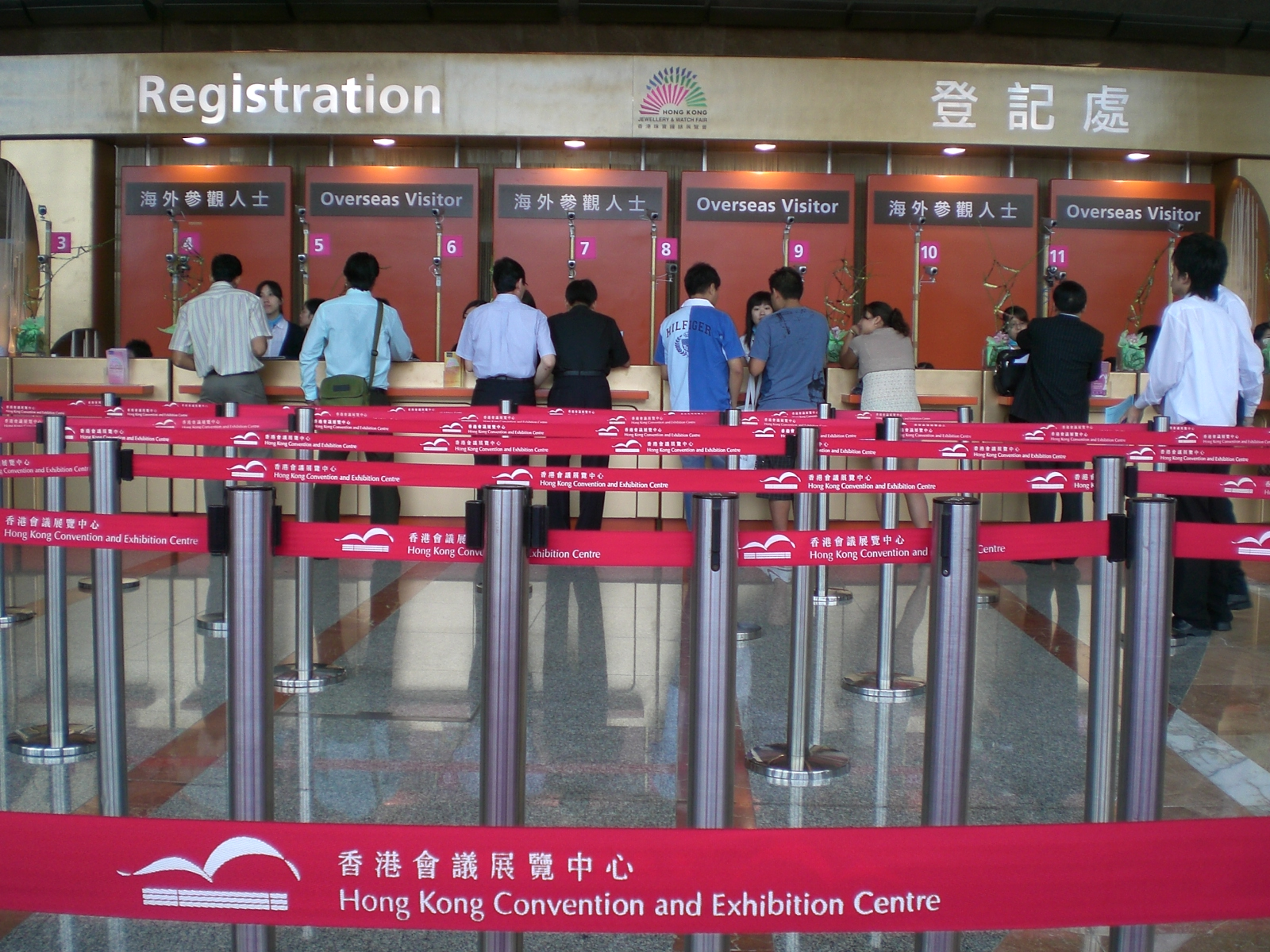